# Cephalops robustus
Cephalops robustus är en tvåvingeart som beskrevs av De Meyer 1992. Cephalops robustus ingår i släktet Cephalops och familjen ögonflugor. Inga underarter finns listade i Catalogue of Life.